# Казанкин, Александр Фёдорович
Алекса́ндр Фёдорович Каза́нкин (15 апреля 1900 года, г. Буинск, Буинский уезд, Симбирская губерния, ныне Татарстан — 20 марта 1955 года, Москва) — советский военачальник, генерал-лейтенант (5 ноября 1944 года).
Пятый командующий ВДВ СССР (октябрь 1947 — декабрь 1948).

## Начальная биография
Александр Фёдорович Казанкин родился 15 апреля 1900 года в Буинске ныне Татарстана.

## Военная служба

### Гражданская война
В июне 1919 года призван в ряды РККА и направлен красноармейцем в 3-й Приволжский полк. В феврале 1920 года направлен на учёбу на Ульяновские пехотные курсы, после окончания которых в январе 1921 года направлен на Туркестанский фронт, где служил в 5-м и 28-м стрелковых полках красноармейцем и помощником начальника хозяйственной команды и принимал участие в боевых действиях против басмачества.

### Межвоенное время
С марта 1923 года Казанкин находился в долгосрочном отпуске, после возвращения из которого в октябре направлен на учёбу на Петроградские командные курсы, после окончания которых с апреля 1924 года служил на должностях помощника командира и командира взвода в составе 78-го стрелкового полка.
В августе 1925 года направлен на учёбу в Омскую пехотную военную школу, после окончания которой в сентябре 1927 года назначен на должность командира взвода в составе 53-го стрелкового полка (18-я стрелковая дивизия), а в апреле 1930 года — на должность начальника боепитания 23-го отдельного стрелкового батальона.
В апреле 1931 года направлен на учёбу в Военной академии им. М. В. Фрунзе, после окончания которой в июне 1934 года назначен на должность помощника начальника 5-го отдела штаба 16-го стрелкового корпуса (Белорусский военный округ), в сентябре 1935 года — на должность помощника начальника курсов младших лейтенантов при этом же корпусе, а в феврале 1936 года — на должность помощника начальника 1-го отдела штаба корпуса. В апреле того же года Казанкин был переведён в штаб 23-го стрелкового корпуса и назначен на должность начальника 5-го отдела, а в сентябре того же года — в штаб 47-й авиадесантной бригады особого назначения (Белорусский военный округ), где служил на должностях начальника 1-го отделения, начальника 1-го отдела и начальника штаба бригады.
В феврале 1939 года назначен на должность начальника штаба 214-й воздушно-десантной бригады. В марте 1940 года направлен на учёбу на курсы усовершенствования высшего начальствующего состава ВВС РККА, после окончания которых в мае того же года вернулся на должность начальника штаба в 214-ю воздушно-десантную бригаду. В октябре того же года назначен на должность командира этой же бригады, а в мае 1941 года — на должность начальника штаба 4 воздушно-десантного корпуса (Западный Особый военный округ), одновременно исполняя должность командира корпуса.

### Великая Отечественная война
С началом войны до 28 июня Казанкин продолжил исполнять должность командира 4-го воздушно-десантного корпуса на Западном фронте, затем служил на должности начальника штаба этого же корпуса, который вёл тяжёлые боевые действия на рубежах рек Березина и Сож, после которых в конце августа корпус был выведен на переформирование в Саратовскую область в резерв Ставки Верховного Главнокомандования. В период с 28 августа по 19 ноября вновь исполнял должность командира этого же корпуса, затем вновь назначен на должность начальника штаба корпуса, который с января по февраль 1942 года принимал участие в боевых действиях в ходе Вяземской воздушно-десантной операции, во время которой в период с 27 января по 2 февраля три батальона 8-й воздушно-десантной бригады из состава корпуса вслед за 201-й воздушно-десантной бригадой (5-й воздушно-десантный корпус) и 250-м стрелковым полком десантировались в тыл противника в районе деревни Озеречня юго-западнее Вязьмы. Вскоре данная бригада действовала на направлении действий 1-го гвардейского кавалерийского корпуса. Основная часть корпуса (9-я и 214-я воздушно-десантные бригады) была десантирована в период с 18 по 24 февраля в район западнее Юхнова с целью прорыва обороны противника с тыла, выхода к Варшавскому шоссе и соединения с 50-й армии. Во время выброски десанта 23 февраля погиб командир корпуса генерал-майор А. Ф. Левашев, после чего Казанкин назначен на должность командира корпуса. Ввиду разновременности применения и распыления сил, отсутствия должного управления во время десантирования, отсутствия необходимых авиационных сил для десанта операция полностью не достигла поставленных задач. 25 июня в ходе прорыва обороны противника Казанкин был ранен и после выздоровления продолжил командовать корпусом.
15 июля 1942 года за мужество и умелое руководство войсками Александр Фёдорович Казанкин был представлен к званию Героя Советского Союза, однако награждён орденом Ленина.
В августе 4-й воздушно-десантный корпус был преобразован в 38-ю гвардейскую стрелковую дивизию, а Казанкин в этом же месяце назначен на должность командира 4-го воздушно-десантного корпуса 2-го формирования, формировавшегося в Ивановской области (Московский военный округ). Корпус в боевых действиях не участвовал и занимался боевой подготовкой. В декабре 1942 года корпус был расформирован, личный состав пошёл на формирование 1-й гвардейской воздушно-десантной дивизии, а генерал-майор Казанкин назначен на должность её командира. Дивизия находилась в резерве Ставки Верховного Главнокомандования, а в феврале 1943 года была включена в состав 68-й армии и в марте принимала участие в наступательных боевых действиях на реке Ловать, а с июля по август в составе 34-й армии — в наступательных боевых действиях в районе города Старая Русса. В сентябре 1943 года дивизия под командованием Казанкина в составе 37-й армии принимала участие в наступательных боевых действиях на криворожском направлении во время битвы за Днепр.
23 декабря 1943 года назначен на должность командира 16-й гвардейской воздушно-десантной дивизии, а в ноябре 1944 года — на должность начальника Управления боевой подготовки Отдельной гвардейской воздушно-десантной армии, после расформирования которой генерал-лейтенант Казанкин с конца декабря состоял в распоряжении Главного управления кадров НКО.
В феврале 1945 года назначен на должность командира 12-го гвардейского стрелкового корпуса, который принимал участие в боевых действиях в ходе Восточно-Померанской и Берлинской наступательных операций. 28 апреля в ходе уличных боёв за Берлин Казанкин был тяжело ранен.

### Послевоенная карьера

Могила Казанкина на Новодевичьем кладбище Москвы.

В июне 1946 года назначен на должность командира 39-го гвардейского стрелкового корпуса, в октябре 1947 года — на должность командующего Воздушно-десантными войсками Вооружённых Сил СССР, а в декабре 1948 года — на должность первого заместителя командующего воздушно-десантной армией.
В июне 1950 года направлен на учёбу на Высшие академические курсы при Высшей военной академии имени К. Е. Ворошилова, которые окончил с отличием в июле 1951 года и назначен на должность генерал-инспектора Инспекции ВДВ Главной инспекции Советской Армии, а в мае 1953 года — на должность заместителя генерал-инспектора Инспекции стрелковых и воздушно-десантных войск по ВДВ Главной инспекции Министерства обороны СССР.
Генерал-лейтенант Александр Фёдорович Казанкин умер 20 марта 1955 года в Москве. Похоронен на Новодевичьем кладбище.

## Воинские звания
- Генерал-майор (13 мая 1942 года);
- Генерал-лейтенант (5 ноября 1944 года).

## Награды
- Два ордена Ленина (30.01.1943[3], 21.02.1945);
- Пять орденов Красного Знамени (09.08.1941[4], 12.04.1942[5], 26.08.1943[6], 02.11.1944, 1949);
- Орден Кутузова 1 степени (29.05.1945[7]);
- Орден Богдана Хмельницкого 1 степени (06.04.1945[8]);
- Орден Суворова 2 степени (19.01.1944[9][10]);
- Медали.

## Память
Ульяновская средняя школа № 41 носит имя генерал-лейтенанта А. Ф. Казанкина.